# Seznam občin italijanske dežele Molise
V seznamu so naštete občine obeh pokrajin italijanske dežele Molize v izvirni italijanski obliki.

## Pokrajina Campobasso
A
Acquaviva Collecroce
B
Baranello • Bojano • Bonefro • Busso
C
Campobasso • Campochiaro • Campodipietra • Campolieto • Campomarino • Casacalenda • Casalciprano • Castelbottaccio • Castellino del Biferno • Castelmauro • Castropignano • Cercemaggiore • Cercepiccola • Civitacampomarano • Colle d'Anchise • Colletorto
D
Duronia
F
Ferrazzano • Fossalto
G
Gambatesa • Gildone • Guardialfiera • Guardiaregia • Guglionesi
J
Jelsi
L
Larino • Limosano • Lucito • Lupara
M
Macchia Valfortore • Mafalda • Matrice • Mirabello Sannitico • Molise • Monacilioni • Montagano • Montecilfone • Montefalcone nel Sannio • Montelongo • Montemitro • Montenero di Bisaccia • Montorio nei Frentani • Morrone del Sannio
O
Oratino
P
Palata • Petacciato • Petrella Tifernina • Pietracatella • Pietracupa • Portocannone • Provvidenti
R
Riccia • Ripabottoni • Ripalimosani • Roccavivara • Rotello
S
Salcito • San Biase • San Felice del Molise • San Giacomo degli Schiavoni • San Giovanni in Galdo • San Giuliano del Sannio • San Giuliano di Puglia • San Martino in Pensilis • San Massimo • San Polo Matese • Sant'Angelo Limosano • Sant'Elia a Pianisi • Santa Croce di Magliano • Sepino • Spinete
T
Tavenna • Termoli • Torella del Sannio • Toro • Trivento • Tufara
U
Ururi
V
Vinchiaturo

## Pokrajina Isernia
A
Acquaviva d'Isernia • Agnone
B
Bagnoli del Trigno • Belmonte del Sannio
Cantalupo nel Sannio • Capracotta • Carovilli • Carpinone • Castel San Vincenzo • Castel del Giudice • Castelpetroso • Castelpizzuto • Castelverrino • Cerro al Volturno • Chiauci • Civitanova del Sannio • Colli a Volturno • Conca Casale
F
Filignano • Forlì del Sannio • Fornelli • Frosolone
I
Isernia
L
Longano
M
Macchia d'Isernia • Macchiagodena • Miranda • Montaquila • Montenero Val Cocchiara • Monteroduni
P
Pesche • Pescolanciano • Pescopennataro • Pettoranello del Molise • Pietrabbondante • Pizzone • Poggio Sannita • Pozzilli
R
Rionero Sannitico • Roccamandolfi • Roccasicura • Rocchetta a Volturno
S
San Pietro Avellana • Sant'Agapito • Sant'Angelo del Pesco • Sant'Elena Sannita • Santa Maria del Molise • Scapoli • Sessano del Molise • Sesto Campano
V
Vastogirardi • Venafro